# سرکمر (ایلام)
سرکمر (ایلام)، روستایی از توابع بخش چوار شهرستان ایلام در استان ایلام ایران است.

## جمعیت۴۳نفر
این روستا در دهستان ارکوازی قرار دارد و براساس سرشماری مرکز آمار ایران در سال ۱۳۸۵، جمعیت آن زیر پنج خانوار بوده‌است.